# Ficus duckeana
Ficus duckeana là một loài thực vật có hoa trong họ Moraceae. Loài này được C.C.Berg & J.E.L.Ribeiro mô tả khoa học đầu tiên năm 2002.